# H. F. Roques
Pour les articles homonymes, voir Roques.
H. F. Roques est un joueur britannique de cricket et de football des années 1890-1900, qui a représenté la France lors des Jeux olympiques d'été de 1900 à Paris.

## Biographie
H. F. Roques remporte avec le Standard Athletic Club le Championnat de France de football USFSA 1895 et est finaliste du Championnat de France de football 1894 avec les White Rovers.
Seul français retenu, il participe à l'unique match de cricket aux Jeux olympiques en 1900 à Paris. La France, représentée par l'équipe du Standard Athletic Club, est battue par l'Angleterre et remporte donc la médaille d'argent. Il dispute aussi en 1910 un tournoi à quatre à Bruxelles entre la France, l'Angleterre, les Pays-Bas et le Marylebone Cricket Club.